# Onombongi
Onombongi is een bestuurslaag in het regentschap Nias Barat van de provincie Noord-Sumatra, Indonesië. Onombongi telt 677 inwoners (volkstelling 2010).